# Trapelia thieleana
Espèce
Trapelia thieleana est une espèce de champignon qui forme des lichens. Il appartient à la des Trapeliaceae,. Il a été décrit pour la première fois par le mycologue Gintaras Kantvilas, Steven Leavitt, John Elix and Thorsten Lumbsch,.
Il a été trouvé dans la forêt de Mallee, sur des pierres meubles et des affleurements ferrifères. en Australie de l'ouest, et sur l'île « Kangaroo Island » au sud de l'Australia,.
Il est distinct de Trapelia coarctata par les taches pigmentaires jaune vif sur sa surface supérieure.